# Averii Jacques
Averii Jacques (* 11. April 1972) ist ein ehemaliger französisch-polynesischer Fußballschiedsrichter.
Von 2006 bis 2018 stand Jacques auf der Liste der FIFA-Schiedsrichter und leitete internationale Fußballpartien, unter anderem in der OFC Champions League.
Jacques war unter anderem Schiedsrichter bei der Ozeanienmeisterschaft 2008, bei der Ozeanienmeisterschaft der Frauen 2010 in Neuseeland und bei den Pazifikspielen 2011 in Neukaledonien.
Am 23. April 2016 leitete Jacques das Finale der OFC Champions League 2016 zwischen Auckland City FC und Team Wellington (3:0) in Auckland.